# (5690) 1992 EU
(5690) 1992 EU (1992 EU, 1987 DR) — астероїд головного поясу, відкритий 7 березня 1992 року.
Тіссеранів параметр щодо Юпітера — 3,045.